# Paweł Filleborn
Paweł Filleborn (ur. 29 czerwca 1955) – polski kulturysta i działacz sportowy, współzałożyciel Polskiego Związku Kulturystyki i Trójboju Siłowego. Od 1998 prezes tego związku.

## Życiorys
Jeden z pionierów kulturystyki w Polsce. Był organizatorem klubu kulturystycznego w Mińsku Mazowieckim. Kilkanaście razy uzyskał tytuł mistrza Polski w kulturystyce, zdobył także wicemistrzostwo Europy i brązowy medal mistrzostw świata par. W 1996 kończąc karierę uzyskał tytuł mistrza świata w kategorii "Masters". Pełnił funkcję trenera kadry narodowej kulturystów oraz sędziego klasy międzynarodowej w kulturystyce i fitness. Był współzałożycielem Polskiego Związku Kulturystyki i Trójboju Siłowego, a w 1998 został prezesem tegoż Związku.

## Odznaczenia i wyróżnienia
- Nagroda indywidualna I Stopnia Prezesa Urzędu Kultury Fizycznej i Turystyki za osiągnięcia w pracy trenerskiej i szkoleniowej (wielokrotnie)
- Obywatel Honorowy Miasta Mińska Mazowieckiego (2001)[1]